# Nieszków (Ziębice)
Nieszków (deutsch Reindörfel) ist ein Stadtteil von Ziębice (Münsterberg) im Powiat Ząbkowicki der Woiwodschaft Niederschlesien in Polen.

## Geschichte
Reindörfel war bis Kriegsende 1945 eine preußische Landgemeinde, die zum Amtsbezirk Bernsdorf gehörte. Der kleine Ort besaß vier Wassermühlen.
Als Folge des Zweiten Weltkriegs fiel Reindörfel 1945 mit dem größten Teil Schlesiens an Polen und wurde in Nieszków umbenannt. Die einheimische deutsche Bevölkerung wurde weitgehend vertrieben. Die neu angesiedelten Bewohner waren teilweise Zwangsumgesiedelte aus Ostpolen, das an die Sowjetunion gefallen war.

## Persönlichkeiten
- Eduard von Bodemeyer (1854–1918), preußischer Offizier und Entomologe.